# Chiese di Brescia
Le chiese di Brescia sono gli edifici di culto religioso (chiese e santuari) situati entro i confini dell'odierno comune di Brescia, comprendendo quindi sia il centro storico cittadino, sia i quartieri e le frazioni periferiche. In totale si contano circa quaranta chiese funzionanti, in maggioranza cattoliche (prima tabella), e venti non più officiate e adibite ad altri usi (seconda tabella). Le strutture fisicamente scomparse, invece, sono riportate in coda (terza tabella).

## Chiese officiate
| Immagine | Nome                                                           | Religione                                                   | Fondazione                   | Ricostruzione dell'edificio (inizio dei lavori) | Ultimi interventi di rilievo | Stile architettonico prevalente  | Ubicazione                                  | Note                                                                 |
| -------- | -------------------------------------------------------------- | ----------------------------------------------------------- | ---------------------------- | ----------------------------------------------- | ---------------------------- | -------------------------------- | ------------------------------------------- | -------------------------------------------------------------------- |
|          | Cattedrale estiva di Santa Maria Assunta o Duomo nuovo         | Cristiana cattolica                                         | VII secolo                   | 1604                                            | Prima metà dell'Ottocento    | Tardo barocco Neoclassico        | Piazza del Duomo                            | Sede della Diocesi di Brescia e cattedrale cittadina                 |
|          | Concattedrale invernale di Santa Maria Assunta o Duomo vecchio | Cristiana cattolica                                         | VI secolo                    | X secolo                                        | Fine Cinquecento             | Romanico                         | Piazza del Duomo                            | Concattedrale cittadina                                              |
|          | Chiesa dei Santi Faustino e Giovita                            | Cristiana cattolica                                         | VIII secolo                  | 1621                                            | Metà Settecento              | Barocco                          | Via San Faustino                            | Chiesa patronale della città                                         |
|          | Chiesa di San Giovanni Evangelista                             | Cristiana cattolica                                         | 400                          | 1115                                            | 1651                         | Esterno gotico e interno barocco | Contrada San Giovanni                       | Chiesa parrocchiale                                                  |
|          | Chiesa di San Giuseppe                                         | Cristiana cattolica                                         | 1519                         | /                                               | Seicento                     | Rinascimentale                   | Vicolo San Giuseppe                         | /                                                                    |
|          | Chiesa di Santa Maria del Carmine                              | Cristiana cattolica                                         | Seconda metà del Trecento    | Fine Quattrocento                               | Seicento                     | Gotico                           | Contrada del Carmine                        | /                                                                    |
|          | Basilica di Santa Maria delle Grazie                           | Cristiana cattolica                                         | 1522                         | /                                               | Seicento                     | Barocco                          | Via delle Grazie                            | /                                                                    |
|          | Chiesa di Sant'Angela Merici                                   | Cristiana cattolica                                         | IV secolo                    | 1961                                            | /                            | Rinascimentale                   | Via Francesco Crispi                        | /                                                                    |
|          | Chiesa di Sant'Afra                                            | Cristiana cattolica                                         | 1462                         | Seicento                                        | Settecento                   | Barocco                          | Corso Magenta                               | Chiesa parrocchiale                                                  |
|          | Chiesa di Sant'Alessandro                                      | Cristiana cattolica                                         | V secolo                     | 1769                                            | Novecento                    | Barocco                          | Piazzetta Sant'Alessandro                   | Chiesa parrocchiale                                                  |
|          | Chiesa di San Francesco d'Assisi                               | Cristiana cattolica                                         | Prima metà del Duecento      | /                                               | Ottocento                    | Gotico                           | Via San Francesco d'Assisi                  | /                                                                    |
|          | Chiesa di San Clemente                                         | Cristiana cattolica                                         | X secolo                     | Quattrocento                                    | Ottocento                    | Neoclassico                      | Vicolo San Clemente                         | /                                                                    |
|          | Chiesa di San Lorenzo                                          | Cristiana cattolica                                         | V secolo                     | 1751                                            | /                            | Barocco                          | Via Moretto                                 | Chiesa parrocchiale                                                  |
|          | Chiesa di Santa Maria della Pace                               | Cristiana cattolica                                         | 1720                         | /                                               | Ottocento                    | Barocco                          | Via della Pace                              | /                                                                    |
|          | Collegiata dei Santi Nazaro e Celso                            | Cristiana cattolica                                         | Quattrocento                 | 1750                                            | Ottocento                    | Neoclassico                      | Corso Giacomo Matteotti                     | Chiesa parrocchiale                                                  |
|          | Chiesa di Sant'Agata                                           | Cristiana cattolica                                         | VI secolo                    | Fine Quattrocento                               | Settecento                   | Gotico con decorazioni barocche  | Corsetto Sant'Agata                         | Chiesa parrocchiale                                                  |
|          | Chiesa di Santa Maria dei Miracoli                             | Cristiana cattolica                                         | Fine Quattrocento            | /                                               | Inizio Cinquecento           | Rinascimentale                   | Corso Martiri della Libertà                 | /                                                                    |
|          | Chiesa di Santa Maria Nascente Fiumicello                      | Cristiana cattolica                                         | Fine                         | /                                               |                              |                                  | Via Francesco Menara                        | /                                                                    |
|          | Chiesa di Santa Maria in Calchera                              | Cristiana cattolica                                         | XII secolo                   | Cinquecento                                     | Settecento                   | Barocco                          | Piazza Santa Maria in Calchera              | Chiesa parrocchiale                                                  |
|          | Chiesa delle Suore delle Poverelle                             | Cristiana cattolica                                         | XV secolo                    | Cinquecento                                     | Ottocento                    |                                  | Via Bronzetti                               |                                                                      |
|          | Chiesa di San Pietro in Oliveto                                | Cristiana cattolica                                         | VIII secolo                  | 1507                                            | /                            | Rinascimentale                   | Via del Castello                            | Gestita dall'attiguo convento carmelitano ancora attivo              |
|          | Chiesa di San Zeno al Foro                                     | Cristiana cattolica                                         | XII secolo                   | 1745                                            | /                            | Barocco                          | Piazza del Foro                             | /                                                                    |
|          | Chiesa di Santa Maria della Carità                             | Cristiana cattolica                                         | 1640                         | /                                               | Metà Settecento              | Barocco                          | Via dei Musei                               | /                                                                    |
|          | Chiesa di San Faustino in Riposo                               | Cristiana cattolica                                         | XII secolo                   | /                                               | Settecento - Ottocento       | Romanico                         | Vicolo della Torre                          | /                                                                    |
|          | Santuario di Santa Maria delle Grazie                          | Cristiana cattolica                                         | Duecento                     | Seconda metà dell'Ottocento                     | /                            | Neogotico                        | Via delle Grazie                            | /                                                                    |
|          | Chiesa di Santa Maria delle Consolazioni                       | Cristiana cattolica                                         | IX secolo                    | Prima metà del Quattrocento                     | Inizio Novecento             | Rinascimentale                   | Piazzetta delle Consolazioni                | /                                                                    |
|          | Chiesa di San Marco Evangelista                                | Cristiana cattolica                                         | Fine Duecento                | /                                               | /                            | Romanico                         | Via Laura Cereto                            | Gestita da un'associazione cattolica privata                         |
|          | Chiesa dei Santi Cosma e Damiano                               | Cristiana ortodossa                                         | Inizio Trecento              | /                                               | Seicento                     | Esterno gotico e interno barocco | Contrada delle Bassiche                     | /                                                                    |
|          | Chiesa di Santa Croce                                          | Cristiana cattolica                                         | 1488                         | Seicento                                        | Settecento                   | Barocco                          | Via Moretto                                 | Gestita dalle Ancelle della Carità                                   |
|          | Chiesa della Madonna del Lino                                  | Cristiana cattolica                                         | 1605                         | /                                               | Fine Seicento                | Rinascimentale                   | Piazza del Mercato                          | /                                                                    |
|          | Chiesa di Santa Maria degli Angeli                             | Cristiana cattolica                                         | 1479                         | Seicento                                        | Settecento                   | Barocco                          | Contrada delle Bassiche                     | Gestita dall'attiguo istituto scolastico                             |
|          | Chiesa di Sant'Orsola                                          | Cristiana cattolica                                         | 1620                         | /                                               | /                            | Barocco                          | Via Moretto                                 | Utilizzata come cappella dell'attiguo Ospedale Sant'Orsola           |
|          | Chiesa di San Gaetano                                          | Cristiana cattolica                                         | 1588                         | /                                               | Inizio Settecento            | Barocco                          | Via Francesco Monti                         | /                                                                    |
|          | Chiesa di San Carlo                                            | Cristiana cattolica                                         | 1614                         | /                                               | /                            | Barocco                          | Via Moretto                                 | Cappella della Pia Opera Casa di Dio                                 |
|          | Chiesa di San Luca                                             | Cristiana cattolica                                         | Seconda metà del Duecento    | Settecento                                      | 1900                         | Barocco                          | Via San Martino della Battaglia             | /                                                                    |
|          | Chiesa di Santa Maria ad Elisabetta                            | Cristiana cattolica                                         | Seicento                     | /                                               | Seconda metà dell'Ottocento  | Barocco                          | Via Francesco Lana                          | /                                                                    |
|          | Chiesa di Santa Maria in Silva                                 | Cristiana cattolica                                         | 1853                         | /                                               | /                            | Neoclassico                      | Via Corsica                                 | Chiesa parrocchiale                                                  |
|          | Chiesa di San Giacinto                                         | Cristiana cattolica                                         | 1952                         | /                                               | /                            | Neoromanico                      | Via Alessandro Lamarmora                    | Chiesa parrocchiale                                                  |
|          | Chiesa dei Santi Pietro e Paolo                                | Cristiana cattolica                                         | 1769                         | /                                               | 1791                         | Barocco                          | Via Duca degli Abruzzi                      | Chiesa parrocchiale                                                  |
|          | Chiesa di San Giacomo al Mella                                 | Cristiana cattolica                                         | XI secolo                    | /                                               | Ottocento                    | Romanico                         | Via Milano                                  | Chiesa parrocchiale                                                  |
|          | Chiesa di Sant'Eufemia della Fonte                             | Cristiana cattolica                                         | XI secolo                    | 1724                                            | /                            | Barocco                          | Via Indipendenza (Sant'Eufemia della Fonte) | Chiesa parrocchiale                                                  |
|          | Chiesa di San Silvestro                                        | Cristiana cattolica                                         | Prima del 1463               | 1745                                            | Novecento                    | Barocco                          | Via del Rione (Folzano)                     | Chiesa parrocchiale                                                  |
|          | Chiesa di San Fiorano                                          | Cristiana cattolica                                         | V secolo                     |                                                 | Novecento                    |                                  | Via Panoramica                              | chiesa sussidiaria                                                   |
|          | Santuario di San Giovanni Piamarta                             | Cristiana cattolica                                         | 1907                         |                                                 |                              | Neogotico                        | Via Piamarta, 6                             | santuario                                                            |
|          | Chiesa del Buon Pastore                                        | Cristiana cattolica                                         | 1906                         |                                                 |                              | Neogotico                        | Viale Venezia 108                           | Chiesa parrocchiale                                                  |
|          | Chiesa di San Francesco da Paola                               | Cristiana cattolica                                         | 1588                         |                                                 |                              | Rinascimentale                   | Via Benacense 27                            | Chiesa parrocchiale                                                  |
|          | Chiesa di San Rocco (Brescia Fornaci)                          | Cristiana cattolica                                         |                              |                                                 |                              |                                  | Via Fornaci                                 | Chiesa parrocchiale                                                  |
|          | Chiesa di Santa Maria della Vittoria                           | Cristiana cattolica                                         |                              |                                                 |                              |                                  | Via Cremona                                 | Chiesa parrocchiale                                                  |
|          | Chiesa di Santa Maria Mompiano                                 | Cristiana cattolica                                         | 1577                         |                                                 |                              |                                  | Piazza S. Maria Mompiano                    | Chiesa sussidiaria della Parrocchia San Gaudenzio                    |
|          | Chiesa di San Antonino Mompiano                                | Cristiana cattolica                                         |                              |                                                 |                              |                                  | Via Francesco Matermini Mompiano            | Chiesa sussidiaria della Parrocchia San Gaudenzio                    |
|          | Chiesa di San Cristoforo Mompiano                              | Cristiana cattolica                                         | 1400                         |                                                 |                              |                                  | Via S. Cristoforo Mompiano                  | Chiesa sussidiaria della Parrocchia San Gaudenzio                    |
|          | Chiesa di San Bernardo                                         | Cristiana cattolica                                         |                              |                                                 |                              |                                  | Via Valbarbisona                            | Chiesa parrocchiale                                                  |
|          | Chiesa San Gaudenzio Mompiano                                  | Cristiana cattolica                                         | 1915                         |                                                 |                              |                                  | Via della Lama Mompiano                     | Chiesa Parrocchia di San Gaudenzio                                   |
|          | Tempio Valdese Brescia                                         | Chiesa Valdese                                              | 1915                         |                                                 |                              |                                  | Via dei Mille                               |                                                                      |
|          | Chiesa Sant Antonio Abate                                      | Chiesa cattolica                                            |                              |                                                 |                              |                                  | Via Sant'Antonio                            |                                                                      |
|          | Chiesa di San Girolamo                                         | Cristiana cattolica                                         |                              |                                                 |                              |                                  | Via Vittorio Arici                          |                                                                      |
|          | Chiesa di San Rocchino anche Madonna della Salute              | Cristiana cattolica                                         | 1479                         |                                                 |                              |                                  | Via San Rocchino                            | Chiesa sussidiaria della Parrocchia di Santissima Trinità            |
|          | Chiesa della Natività di Maria Vergine a Buffalora             | Cristiana cattolica                                         | 1953                         |                                                 |                              |                                  | Via Buffalora                               | Chiesa parrocchiale                                                  |
|          | Chiesa del monastero delle suore della Visitazione             | Cristiana cattolica                                         | 1900                         |                                                 |                              |                                  | Via Costalunga, 18/e                        |                                                                      |
|          | Chiesa di Santa Maria Crocifissa di Rosa (Brescia)             | Cristiana cattolica                                         |                              |                                                 |                              |                                  | Via G. Galilei 57                           | Chiesa Parrocchiale                                                  |
|          | Chiesa Sante Bartolomea Capitanio e Vincenza Gerosa (Brescia)  | Cristiana cattolica                                         | 1960                         |                                                 |                              |                                  | Via Sandro Botticelli, 3                    | Chiesa Parrocchiale                                                  |
|          | Chiesa di Santa Maria alle Grazzine (Brescia)                  | Cristiana cattolica                                         | 1633                         |                                                 |                              |                                  | Via Trento                                  | Parrocchia Cristo Re                                                 |
|          | Chiesa Cristo Re (Brescia)                                     | Cristiana cattolica                                         | 1879-1884                    |                                                 |                              |                                  | Via Fabio Filzi, 5                          | Chiesa Parrocchiale                                                  |
|          | Chiesa Chiesa Santo Crocifisso Mompiano (Brescia)              | Cristiana cattolica                                         | 1935-1937 Ing. Antonio Lechi |                                                 |                              |                                  | Via della Lama 20                           | Parrocchia San Gaudenzio                                             |
|          | Chiesa Maria Madre della Chiesa (Brescia)                      | Cristiana cattolica                                         | 1960 ca                      |                                                 |                              |                                  | Via Casazza 42                              | Chiesa parrocchiale                                                  |
|          | Chiesa San Bartolomeo, San Bartolomeo (Brescia)                | Cristiana cattolica                                         | 1960 ca                      |                                                 |                              |                                  | Via delle Gabbiane 8                        | Chiesa parrocchiale                                                  |
|          | Chiesa San Giovanni Battista di Stocchetta                     | Cristiana cattolica                                         | 1700 ca                      |                                                 |                              |                                  | Via Triumplina 268                          | Chiesa parrocchiale                                                  |
|          | Chiesa Santa Giulia Villaggio Prealpino (Brescia)              | Cristiana cattolica                                         | 1961                         |                                                 |                              |                                  | Via Giuseppe Tovini 2                       | Chiesa parrocchiale                                                  |
|          | Chiesa Santa Maria Immacolata (Brescia)                        | Cristiana cattolica                                         | 1925                         |                                                 |                              |                                  | Via Lodovico Pavoni 11                      | Chiesa parrocchiale                                                  |
|          | Chiesa San Antonio di Padova Villaggio Ferrari (Brescia)       | Cristiana cattolica                                         | 1700                         |                                                 |                              |                                  | Villaggio Ferrari                           |                                                                      |
|          | Chiesa Santa Anna Chiusure (Brescia)                           | Cristiana cattolica                                         | 1970 ca                      |                                                 |                              |                                  | Via Bonini Bonino 26                        | Chiesa Parrocchiale                                                  |
|          | Chiesa della Pieve Urago Mella (Brescia)                       | Cristiana cattolica                                         |                              |                                                 |                              |                                  | Via della Chiesa 136 Urago Mella            |                                                                      |
|          | Chiesa del Divin Redentore (Brescia)                           | Cristiana cattolica                                         | 1979                         |                                                 |                              |                                  | Via della Pendolina 4 Brescia               | Chiesa Parrocchia                                                    |
|          | Chiesa Santa Giovanna Antida (Brescia)                         | Cristiana cattolica                                         | 1970 ?                       |                                                 |                              |                                  | Via Quinta Quartiere Abba 51                | Chiesa Parrocchiale                                                  |
|          | Chiesa di Sant'Antonio di Padova Badia (Brescia)               | Cristiana cattolica dedicata attualmente al culto ortodosso |                              |                                                 |                              |                                  | Via Badia                                   | Chiesa sussidiaria parrocchia Madonna del Rosario Badia              |
|          | Chiesa di Gesù Cristo dei Santi degli Ultimi Giorni (Brescia)  | Chiesa di Gesù Cristo dei Santi degli Ultimi Giorni         |                              |                                                 |                              |                                  | Via Milano 134                              |                                                                      |
|          | Chiesa di San Gottardo (Brescia)                               | Cristiano cattolica                                         | 1463                         | 1936                                            |                              |                                  | Via Gottardo 19                             | Chiesa Parrocchiale                                                  |
|          | Chiesa Beato Luigi Palazzolo (Brescia)                         | Cristiana cattolica                                         | 1985                         |                                                 |                              |                                  | Via Claudio Botta 46                        | Chiesa Parrocchiale                                                  |
|          | Chiesa San Benedetto Abate (Brescia)                           | Cristiana cattolica                                         | 1952                         |                                                 |                              |                                  | Via Divisione Acqui 105                     | Chiesa Parrocchiale                                                  |
|          | Chiesa Don Bosco (Brescia)                                     | Cristiana cattolica                                         |                              |                                                 |                              |                                  | Via San Giovanni Bosco 15                   | Chiesa Parrocchiale                                                  |
|          | Chiesa della Madonna del Rosario Badia (Brescia)               | Cristiana cattolica                                         | 1958                         |                                                 |                              |                                  | Via Prima 81 Badia                          | Chiesa Parrocchiale                                                  |
|          | Chiesa della Santissima Trinità (Brescia)                      | Cristiana cattolica                                         | 4 giugno 1966                |                                                 |                              |                                  | Piazzale Spedali Civili 3                   | Chiesa Parrocchiale                                                  |
|          | Chiesa Cristiana evangelica A.D.I. (Brescia)                   | Cristiana evangelica A.D.I.                                 |                              |                                                 |                              |                                  | Via Benacense 5                             | Chiesa                                                               |
|          | Chiesa San Giacomo Chiusure (Brescia)                          | Cristiana cattolica                                         |                              |                                                 |                              |                                  | Via Odofredo Denari 5                       | Chiesa                                                               |
|          | Chiesa San Polo (Brescia)                                      | Cristiana cattolica                                         |                              |                                                 |                              |                                  | Via S. Polo 239                             | Chiesa parrocchiale                                                  |
|          | Chiesa San Antonio da Padova Chiusure (Brescia)                | Cristiana cattolica                                         |                              |                                                 |                              |                                  | Via Chiusure 79                             | Chiesa parrocchiale                                                  |
|          | Chiesa San Giuseppe Lavoratore (Brescia)                       | Cristiana cattolica                                         |                              |                                                 |                              |                                  | Traversa VIII, 4 Villaggio Violino Brescia  | Chiesa parrocchiale                                                  |
|          | Chiesa sussidiaria di Santa Maria Assunta (Brescia)            | Cristiana cattolica                                         |                              |                                                 |                              |                                  | Via Sondrio Chiesanuova                     | Chiesa sussidiaria di Santa Maria Assunta                            |
|          | Chiesa Santa Maria Assunta Chiesanuova (Brescia)               | Cristiana cattolica                                         |                              |                                                 |                              |                                  | Via Fura 119                                | Chiesa parrocchiale di Santa Maria Assunta                           |
|          | Chiesa San Giuseppe Monastero Carmelitane (Brescia)            | Cristiana cattolica                                         |                              |                                                 |                              |                                  | Via Amba d'Oro 96                           | Chiesa del Monastero                                                 |
|          | Chiesa Santa Maria del Patrocinio (Brescia)                    | Cristiana cattolica                                         |                              |                                                 |                              |                                  | Via della Ziziola                           |                                                                      |
|          | Chiesa San Calimero (Brescia)                                  | Cristiana cattolica                                         |                              |                                                 |                              |                                  | Via Ambaraga Mompiano                       |                                                                      |
|          | Chiesa Sacro Cuore di Gesù (Brescia)                           | Cristiana cattolica                                         |                              |                                                 |                              |                                  | Via Milano 3                                | Chiesa Parrocchiale dei Frati Minori Capuccini                       |
|          | Chiesa San Michele Arcangelo (Brescia)                         | Cristiana cattolica                                         |                              |                                                 |                              |                                  | Via Milano 17                               | Chiesa del Cimitero Vantiniano                                       |
|          | Chiesa San Filippo Neri (Brescia)                              | Cristiana cattolica                                         |                              |                                                 |                              |                                  | Via Undicesima Villaggio Sereno 32          | Chiesa Parrocchiale                                                  |
|          | Chiesa Santo Stefano Protomartire                              | Cristiana cattolica                                         |                              |                                                 |                              |                                  | Via Francesco Bonatelli 16                  | Chiesa Parrocchiale                                                  |
|          | Chiesa San Barnaba Apostolo                                    | Cristiana cattolica                                         |                              |                                                 |                              |                                  | Via della Valle 37                          | Chiesa Parrocchiale                                                  |
|          | Chiesa del Santissimo Sacramento (Brescia) o dell'Adorazione   | Cristiana cattolica                                         | 1880                         |                                                 |                              | Neorinascimentale                | Via Moretto 35                              | Chiesa delle Ancelle della Carità di Suor Maria Crocefissa di Rosa   |
|          | Cappella della Casa madre delle Ancelle della carità           | Cristiana cattolica                                         |                              |                                                 |                              |                                  | Contrada Cavalletto 9                       | Cappella delle Ancelle della Carità di Suor Maria Crocefissa di Rosa |
|          | Cappella dell'Immacolata                                       | Cristiana cattolica                                         | XIX secolo                   |                                                 |                              |                                  | Via Benacense 25                            | Cappella sussidiaria della Parrocchia di San Francesco da Paola      |

## Chiese sconsacrate o non più officiate
| Immagine | Nome                                                                                   | Religione           | Fondazione                | Ricostruzione dell'edificio (inizio dei lavori) | Ultimi interventi di rilievo | Stile architettonico prevalente     | Ubicazione                                    | Note |
| -------- | -------------------------------------------------------------------------------------- | ------------------- | ------------------------- | ----------------------------------------------- | ---------------------------- | ----------------------------------- | --------------------------------------------- | --- |
|          | Chiesa del Santissimo Corpo di Cristo                                                  | Cristiana cattolica | 1467                      | /                                               | Prima metà del Seicento      | Gotico                              | Via Giovanni Battista Piamarta                | Adibita a sala conferenze |
|          | Chiesa di San Giorgio                                                                  | Cristiana cattolica | Seconda metà del Duecento | Seicento                                        | Settecento                   | Esterno barocco e interno romanico  | Piazzetta San Giorgio                         | Adibita a sala conferenze |
|          | Chiesa di Sant'Agostino                                                                | Cristiana cattolica | Inizio XII secolo         | /                                               | Quattrocento                 | Gotico                              | Vicolo Sant'Agostino                          | Adibita a URP (Ufficio Relazioni con il Pubblico) della provincia di Brescia                                                    |
|          | Basilica di San Salvatore                                                              | Cristiana cattolica | 753                       | /                                               | Cinquecento                  | Longobardo                          | Monastero di Santa Giulia                     | Dichiarata dall'UNESCO patrimonio mondiale dell'umanità, si trova all'interno del percorso espositivo del Museo di Santa Giulia |
|          | Chiesa di Santa Giulia                                                                 | Cristiana cattolica | 1593                      | /                                               | /                            | Rinascimentale                      | Monastero di Santa Giulia                     | Dichiarata dall'UNESCO patrimonio mondiale dell'umanità, è adibita a sala conferenze                                            |
|          | Chiesa di Santa Maria in Solario                                                       | Cristiana cattolica | XII secolo                | /                                               | /                            | Romanico                            | Monastero di Santa Giulia                     | Dichiarata dall'UNESCO patrimonio mondiale dell'umanità, si trova all'interno del percorso espositivo del Museo di Santa Giulia |
|          | Chiesa di San Barnaba                                                                  | Cristiana cattolica | Duecento                  | 1632                                            | /                            | Barocco                             | Corso Magenta                                 | Convertita in auditorium |
|          | Chiesa dei Santi Giacomo e Filippo                                                     | Cristiana cattolica | Fine XII secolo           | 1670                                            | Fine Ottocento               | Esterno neogotico e interno barocco | Via delle Battaglie                           | Adibita a sala espositiva |
|          | Chiesa di San Zenone all'Arco                                                          | Cristiana cattolica | XI secolo                 | /                                               | /                            | Romanico                            | Vicolo San Zenone                             | Adibita a sala espositiva |
|          | Chiesa di San Mattia alle Grazie                                                       | Cristiana cattolica | Seconda metà del Duecento | /                                               | /                            | Romanico                            | Via delle Grazie                              | Adibita a palestra dell'attiguo istituto scolastico                                                                             |
|          | Chiesa di Santa Maria della Mansione                                                   | Cristiana cattolica | XII secolo                | 1769                                            | /                            | Barocco                             | Corso Giacomo Matteotti                       | Convertita in edificio commerciale e residenziale                                                                               |
|          | Chiesa di San Benedetto                                                                | Cristiana cattolica | IX secolo                 | /                                               | Seicento                     | Romanico                            | Via Carlo Cattaneo                            | Adibita a galleria d'arte |
|          | Chiesa di San Desiderio                                                                | Cristiana cattolica | VIII secolo               | Seconda metà del Cinquecento                    | /                            | Rinascimentale                      | Via Gabriele Rosa                             | Sede di un'associazione teatrale                                                                                                |
|          | Chiesa di San Giacomo                                                                  | Cristiana cattolica | Cinquecento               | /                                               | post 1750                    | Neoclassico                         | Via San Faustino                              | Convertita in sala polivalente per le attività parrocchiali                                                                     |
|          | Chiesa di San Rocco in via Capriolo                                                    | Cristiana cattolica | 1577                      | /                                               | /                            | Rinascimentale                      | Via Elia Capriolo                             | Sede della Caritas parrocchiale di San Giovanni Evangelista                                                                     |
|          | Chiesa di San Tommaso                                                                  | Cristiana cattolica | XIV-XV secolo             | /                                               | Seicento                     | Gotico                              | Via Camillo Pulusella                         | Proprietà privata |
|          | Chiesa dei Santi Pietro e Marcellino                                                   | Cristiana cattolica | Trecento                  | 1590                                            | /                            | Rinascimentale                      | Via Antonio Calegari                          | Convertita in magazzino |
|          | Chiesa di Santa Chiara                                                                 | Cristiana cattolica | 1446                      | Settecento                                      | Ottocento                    | Barocco                             | Contrada Santa Chiara                         | Convertita in teatro |
|          | Chiesa di San Bartolomeo                                                               | Cristiana cattolica | Duecento                  | Seicento                                        | /                            | Barocco                             | Via Moretto                                   | Ex-locale della soppressa Caserma Gnutti                                                                                        |
|          | Chiesa di San Giacinto a Sant'Eufemia della Fonte                                      | Cristiana cattolica |                           | Seicento                                        | /                            | Barocco                             | Via Indipendenza                              | |
|          | Chiesa dei Santi Agostino e Fermo (Brescia)                                            | Cristiana cattolica |                           | Seicento                                        | /                            | Barocco                             | Via San Zeno                                  | |
|          | Santuario della Madonna del Patrocinio (Brescia)                                       | Cristiana cattolica |                           |                                                 | /                            | Barocco                             | Via del Patrocinio                            | Appartiene alla Parrocchia San Gottardo                                                                                         |
|          | Immacolata Mompiano (Brescia)                                                          | Cristiana cattolica |                           |                                                 | /                            | Barocco                             | Via Fontane Mompiano                          | |
|          | Chiesa Santa Maria Bambina ora sala Don Andrea Recaldini Buffalora.                    | Cristiana cattolica |                           |                                                 | /                            |                                     | Via San Benedetto Buffalora                   | Sala convegni/concerti |
|          | Cappella Airoldi Guaineri (?) Buffalora.                                               | Cristiana cattolica |                           |                                                 | /                            |                                     | Via Buffalora                                 | Privata |
|          | Chiesa Giovanni Evangelista Borgo Trento Brescia                                       | Cristiana cattolica | 1580                      |                                                 | /                            |                                     | Via Trento 99                                 | Magazzino |
|          | Teatro San Carlino (Brescia)                                                           | Cristiana cattolica | 1759                      |                                                 | /                            |                                     | Corso Matteotti, 6                            | Oggi adibita a Teatro |
|          | Chiesa San Antonino Crocifissa di Rosa (Brescia)                                       | Cristiana cattolica |                           |                                                 |                              |                                     |                                               | |
|          | Trattoria Arcangelo (Brescia)                                                          | Chiesa sconsacrata  | 1100                      |                                                 | /                            |                                     | Via San Polo 251                              | Oggi adibita a ristorante |
| 150px    | Chiesa San Zanino (Brescia)                                                            | Cristiana cattolica |                           |                                                 |                              |                                     | Via San Zanino 5                              | Oggi adibita a eventi di Moving Culture Brescia                                                                                 |
|          | San Girolamo Emiliani o Santissima Trinità (cappella del Pio Luogo della Misericordia) | Cristiana cattolica | XVIII secolo              |                                                 |                              |                                     | Via dei Mille 21                              | Già palestra scolastica, oggi magazzino (in abbandono)                                                                          |
|          | Sant'Agnese                                                                            | Cristiana cattolica | XVI secolo                | 1830 circa                                      |                              |                                     | Contrada delle Bassiche 41B                   | Proprietà privata |
|          |                                                                                        | Cristiana cattolica | XX secolo                 | 1906                                            |                              |                                     | Via della Bornata - Istituto Giuseppe Pastori | |

## Chiese scomparse
| Immagine | Nome                                    | Religione           | Fondazione | Ricostruzione dell'edificio (inizio dei lavori) | Ultimi interventi di rilievo | Demolizione                 | Stile architettonico prevalente | Ubicazione                                                                 |
| -------- | --------------------------------------- | ------------------- | ---------- | ----------------------------------------------- | ---------------------------- | --------------------------- | ------------------------------- | -------------------------------------------------------------------------- |
|          | Basilica di San Pietro de Dom           | Cristiana cattolica | VII secolo | /                                               | Fine Cinquecento             | 1603                        | Paleocristiano                  | Piazza del Duomo                                                           |
|          | Basilica di Santa Maria Maggiore de Dom | Cristiana cattolica | VI secolo  | /                                               | /                            | XII secolo                  | Paleocristiano                  | Piazza del Duomo                                                           |
|          | Battistero di San Giovanni              | Cristiana cattolica | VII secolo | /                                               | /                            | 1625                        | Paleocristiano                  | Piazza del Duomo                                                           |
|          | Chiesa di San Domenico                  | Cristiana cattolica | 1234       | 1611                                            |                              | 1883                        | Rinascimentale                  | Via Moretto                                                                |
|          | Chiesa di Santa Maria Maddalena         | Cristiana cattolica | 1150       | 1486                                            | /                            | Seconda metà dell'Ottocento | Gotico                          | Piazza Bruno Boni                                                          |
|          | Chiesa di Santo Stefano in Arce         | Cristiana cattolica | V secolo   | ?                                               | ?                            | ?                           | Paleocristiano                  | Castello di Brescia                                                        |
|          | Chiesa di Sant'Ambrogio                 | Cristiana cattolica | Duecento   | Seicento                                        | /                            | 1929                        | Barocco                         | Via Sant'Ambrogio, scomparsa con la realizzazione di Piazza della Vittoria |